# كوري غرانت
كوري غرانت هو لاعب كرة القدم الكندية كندي، ولد في 22 ديسمبر 1976 في Stoney Creek, Ontario ‏ في كندا.